# هوارد باركس
هوارد باركس (بالإنجليزية: Howard Parkes)‏ (31 مايو 1877 في المملكة المتحدة - 28 مايو 1920 في المملكة المتحدة) هو لاعب كريكت بريطاني (وحمل سابقاً جنسية المملكة المتحدة لبريطانيا العظمى وأيرلندا). لعب مع نادي وارويكشاير للكريكيت ‏ وLondon County Cricket Club ‏.